# 西班牙反犹主义
西哥特人统治西班牙期間出現第一次西班牙反犹主义暴動，當時西哥特人残酷迫害犹太人。中世纪時，穆斯林統治下的西班牙（安达卢斯）境內的犹太人被視為齐米，尽管偶尔会发生反猶暴動，比如1066年格拉纳达大屠杀，但猶太人可以繼續信仰猶太教，条件是要遵守穆斯林設立的限制。11世纪穆拉比特王朝入侵西班牙后，穆斯林統治下的犹太人处境恶化，而在穆瓦希德王朝入侵伊比利亚半岛期间，许多犹太人逃往西班牙北部的基督教王国、东地中海地区和對猶太人更为宽容的北非穆斯林地区。
在收復失地運動期间，西班牙的犹太人与基督徒之間相安無事。特别是阿拉贡王国還出台措施保护犹太人。在这段时间里，犹太人享受着相对的政治自由，他们可以在法庭中任職。14世紀時，反犹主义情绪開始增长。當局開始对犹太人实施种种限制。這種情况在1391年大屠杀中达到顶峰，许多猶太人被强行改信基督教。
1492年，费尔南多二世和伊莎贝尔一世發佈阿罕布拉法令，下令将犹太人驱逐出卡斯蒂利亚王国和阿拉贡王国  。如果猶太人改信基督教則可以繼續留下。这些被迫改信基督教的猶太人又被叫作瑪拉諾。
随着十月革命的爆發和西班牙的共产党成立，西班牙境內有不少人認為該國境內的猶太人和共產主義有勾結。
20世纪60年代，出现了第一个西班牙新法西斯主義和新納粹主義组织，如CEDADE。后来西班牙新纳粹分子又在宣揚反犹主义言论。1948年至1986年期間，西班牙不承认以色列，并且两国之間没有外交关系。1978年，西班牙當局承認境內的犹太人是合法公民。西班牙境內的犹太人口约为40,000人，约占西班牙总人口的0.1％。